# Teatro Arnau
Il Teatro Arnau è un teatro di Barcellona, inattivo, situato al numero 60 dell'Avinguda del Paral·lel, nel barrio della Ciutat Vella. Fu costruito all'inizio del XX secolo ed è rimasto in attività fino al 2004. Ospitava rappresentazioni teatrali, varietà e fu usato anche come cinematografo. Nel 2011, dopo anni di totale abbandono, è stato acquistato dall'Ajuntament di Barcellona con finalità di recupero.

## Storia
Fu inaugurato nel 1894 e prese il nome dal suo primo proprietario. Il riscontro di pubblico fu tale che la struttura originaria, un padiglione in legno, fu sostituita da un edificio in muratura inaugurato il 28 ottobre 1903. Vi si teneveno rappresentazioni di pantomimo, melodrammi e concerti di canzoni e musiche popolari. A partire dal 1904 fu usato anche come sala per proiezioni cinematografiche. Fra gli altri artisti, vi lavorò Raquel Meller, che ne fu la stella. 
Il 31 maggio 1915 il teatro cambiò la denominazione in Teatro Folies Bergère. Dal 18 settembre 1930 fu usato esclusivamente come sala cinematografica con il nome Cine Arnau. 
Nel 1980 fu acquistato dall'impresario Pepe Buira che ne ripristinò l'impiego come teatro di music-hall. Dal 21 dicembre 1982 fino al 2004 ospitò quindi spettacoli di rivista, commedie musicali e varietà. Nel 2004 chiuse definitivamente per problemi economici, dopo una prima chiusura temporanea nel 1994 sempre per gli stessi motivi.
Il 4 luglio 2005 l'Ajuntament di Barcellona ne propose la demolizione. Il 7 aprile 2006 il collettivo Espai Alliberat per a la Cultura occupò la struttura per alcuni giorni. In contemporanea a questi avvenimenti, furono presentate anche proposte di acquisto per riconvertirlo in ospizio geriatrico. Verso la fine di aprile 2006 la Chiesa Cristiana Cinese ne tentò a sua volta l'acquisto per farne un luogo di culto ma non ottenne l'autorizzazione. Nel febbraio 2011 fu finalmente acquisito dall'Ajuntament di Barcelona come bene pubblico al servizio del quartiere.
Nel 2015 fu annunciato lo studio di un progetto di ristrutturazione dell'edificio per ospitarvi la nuova sede del Museu de les Arts Escèniques e della collezione storica dell'Institut del Teatre. Il progetto è stato approvato a febbraio 2018.

## L'edificio
La costruzione rientra nell'ambito del distretto della Ciutat Vella e si affaccia sull'Avinguda del Paral·lel, tra il Carrer Tàpies e il Carrer Nou de la Rambla, con l'ingresso principale dal Paral·lel. L'edificio, progettato da Andreu Audet i Puig, è isolato, di pianta rettangolare e strutturato in una navata centrale e due laterali più basse. La facciata nasconde la sala teatrale e la copertura a due falde poste su livelli differenti. Su lato sinistro di questo corpo si sviluppa un'ala originariamente occupata dal bar e da altre aree di servizio del teatro.
La facciata principale è semplice e lineare, con due file di finestre, sei sotto e quattro sopra. Spicca la parte superiore a scalinata, al di sotto della quale a mo' di frontone si trova lo spazio usato per esporre il cartellone. Al piano terra, dal lato del Carrer Nou de la Rambla, sono ospitate alcune attività commerciali. La facciata esposta su questo lato è caratterizzata da piccole finestre sovrastate da architravi lineari. Sull'altro lato affacciato sul Carrer Tàpies l'ala aggiunta presenta al piano terra quattro finestre chiuse da persiane, sormontate al primo piano da altre finestre delle stesse dimensioni.
Sulla copertura sono visibili la travatura in legno e parte della struttura, sempre in legno, che sostiene il tetto in materiale prefabbricato.
La struttura interna è progettata con un'impostazione da teatro all'italiana; all'ingresso si trova un piccolo atrio che dà accesso a destra alla scala che porta ai piani superiori e a sinistra allo spazio dove si trovava il bar. Dall'atrio si entra direttamente nella platea, ora senza le poltrone, con il palcoscenico sul fondo. Vi sono due ordini di palchi, il primo dei quali risultato di un ampliamento. Il soffitto presenta una travatura reticolare in metallo che serve da supporto per la copertura in legno. Sotto questa travatura si trovata un controsoffitto in graticcio ricoperto di gesso, ornato da pannelli di carta dipinti con decorazioni floreali che incorniciavano strumenti musicali. Il controsoffitto è stato rimosso per motivi di sicurezza ma alcuni dei pannelli decorativi sono conservati nella zona del vecchio bar.
Il palcoscenico, preceduto da un proscenio ornato con modanature dorate a motivi floreali, conserva tuttora il sipario. Su un lato del palcosenico si trovavano un piccolo camerino e dei servizi igienici, ora demoliti, mentre sull'altro lato è posizionata la scala che porta alla galleria. È conservata anche la struttura di travi in legno usate per la macchina scenica e per sostenere il peso delle scenografie.